# 天嶽院 (藤沢市)
天嶽院（てんがくいん）は、神奈川県藤沢市にある曹洞宗の寺院。山号は功徳山。

## 歴史
文明年間（1469年 – 1487年）に虚堂玄白が草庵を営んだ。この草庵を玉縄城主北条綱成が、北条早雲を弔うために寺院として創建した。虚堂を開山、早雲を開基とした。天正19年（1591年）11月、徳川家康より朱印地30石を賜る。

## 本尊
- 千手観音 - 像高34.5センチメートル、総高83センチメートル、玉眼、金色相、寄木造の坐像。室町後期の作[2]。

## 梵鐘
安永3年（1774年）の銘のある梵鐘。総高161.8センチメートル、口径81.6センチメートル、鐘身111センチメートル。銘文の文中には「功徳山早雲禅寺天嶽院北条氏繁公草創」とある。

## 所在地情報
所在地
神奈川県藤沢市渡内一丁目1番1号
交通
- 　鉄道
  - 藤沢駅（東日本旅客鉄道（JR東日本）・小田急電鉄・江ノ島電鉄（江ノ電)

- バス
  - 小塚（江ノ電バス）

- 道路
  - 神奈川県道312号田谷藤沢線